# Carl Pomme
Johann August Carl Pomme (* 5. März 1763 in Krottorf; † 17. April 1831 ebenda) war Ökonom und Abgeordneter der Reichsstände des Königreichs Westphalen.

## Leben
Johann August Carl Pomme wurde als Sohn des Johann Gottfried Pomme und dessen Gemahlin Anna Christine Beckurths geboren. Er war Ökonom und mit der Einziehung der Steuern sowohl unter preußischer als auch unter westphälischer Verwaltung beauftragt. In der Franzosenzeit war er von 1808 bis 1813 Maire in seinem Heimatdorf. Vom 2. Juni 1808 bis zum 26. Oktober 1813 (Ende der Herrschaft Napoleons) war er als Grundbesitzer für das Saale-Departement Abgeordneter der Reichsstände des Königreichs Westphalen.